# Physaria urbaniana
Physaria urbaniana là một loài thực vật có hoa trong họ Cải. Loài này được (Muschl.) O'Kane & Al-Shehbaz mô tả khoa học đầu tiên năm 2004.